# Бріонська угода
Бріонська угода, також Бріонська декларація (словен. Brionska deklaracija, хорв. Brijunska deklaracija) — угода, підписана 7 липня 1991 року на островах Бріуни представниками Словенії, Хорватії і СФРЮ за посередництва Європейського Союзу. За цим документом Югославська Народна Армія припиняла бойові дії на території Словенії, тим самим припиняючи Десятиденну війну. Словенія і Хорватія зобов'язалися на 3 місяці зупинити набрання чинності декларацій про незалежність від Югославії (вони були оголошені 25 червня того ж року).
Останні бойові частини ЮНА були виведені зі Словенії 26 жовтня 1991 року.

## Учасники перемовин
Делегація Євросоюзу складалася з міністрів закордонних справ 3 країн: Ганса ван ден Брука (Нідерланди), Жака Пооса (Люксембург) та Жоао де Деуша Пінейра (Португалія).
Югославська делегація складалася з голови федерального уряду Анте Марковича, міністра внутрішніх справ Петра Грачанина, міністра закордонних справ Будимира Лончара, віце-адмірала Станіслава Бровета, помічника міністра оборони, та членів Президії СФРЮ, без представників Воєводини та Косова і Метохії, але разом з головою Президії Борисавом Йовичем.
Словенія була представлена Президентом Міланом Кучаном, прем'єр-міністром Лойзе Петерле, міністром закордонних справ Димитрієм Рупелем, представником Словенії у Президії СФРЮ Янезом Дрновшеком і Головою Національної асамблеї Словенії Франце Бучаром.
Хорватія була представлена її Президентом Франьо Туджманом.